# Ökna Lökäpple

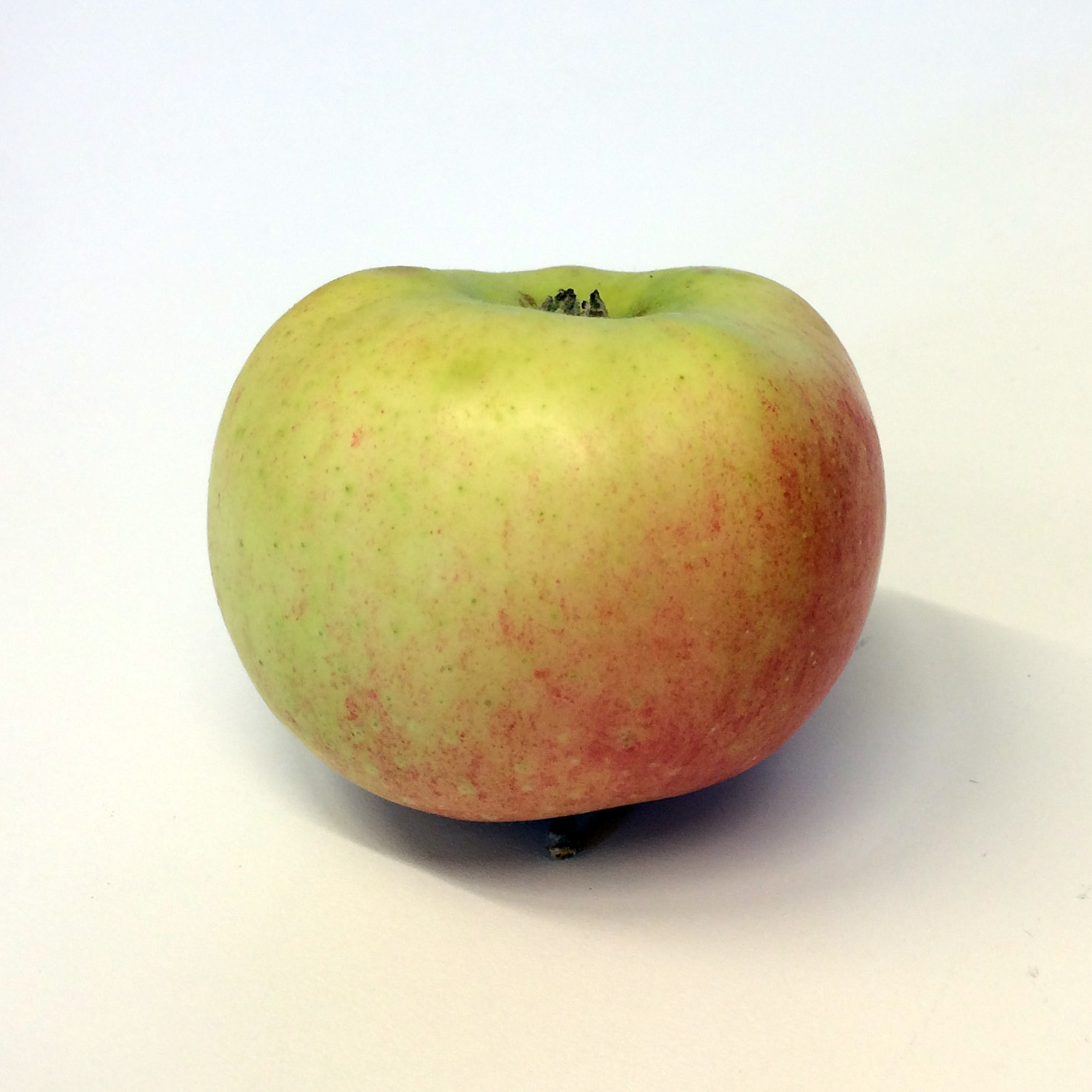
Ett äpple av sorten Ökna lökäpple, fotograferat i samband med Nordiska museets äppelfestival i september 2014.

Ökna Lökäpple är en äppelsort som har fått sin namn från Ökna gård i Södermanland. Trädet står sig bra emot sjukdomar, och likväl frukten står sig bra emot sjukdomar. Köttet är gulvitt och smakar en aning sötsyrligt, och äpplet har en god arom. Ökna Lökäpple passar både i köket och som ätäpple. Blomningen på detta äpple är relativt sen, och äpplet pollineras av äpplen med samtidig blomning. I Sverige odlas Ökna Lökäpple gynnsammast i zon I–III.